# Wikingerschiffsmuseum Roskilde
Das Wikingerschiffsmuseum (dänisch: Vikingeskibsmuseet) in Roskilde ist ein dänisches Museum für prähistorische und mittelalterliche Schiffe, Seefahrt und Schiffbau.

## Hintergrund
Im Jahre 1962 wurden fünf Wikingerschiffe bei Skuldelev im Roskilde-Fjord ausgegraben. Diese um das Jahr 1070 n. Chr. datierten Schiffe wurden zum Schutz und zur Kontrolle der Hauptfahrrine des Fjordes vor feindlichen Angriffen versenkt. Roskilde selbst war danach nur noch über eine tiefe, mäandernde Nebenfahrrinne zu erreichen, die eine gute Ortskenntnis voraussetzte. Im Fall eines Angriffs über See hätte dies einen Angreifer viel Zeit und v. a. das Überraschungsmoment gekostet.
Roskilde, am Ende eines flachen, engen und langzogenen Fjordes gelegen, war zu diesem Zeitpunkt das Zentrum dänischer Macht im Ostseeraum mit entsprechendem Reichtum.
An der Peberrende („Pfeffer-Rinne“) bei Skuldelev, ca. 20 km nördlich von Roskilde, wurde die Sperre angelegt. Dazu wurden fünf Wikingerschiffe unterschiedlicher Bauart mit Feldsteinen beladen und dann in einer bestimmten Anordnung quer zur Fahrrinne vor Ort versenkt. Dadurch bildeten sie eine für Schiffe unsichtbare und unüberwindbare Barriere. In der Folgezeit wurde das Unterwasserhindernis durch weitere Steinbeschwerungen stabilisiert und gepflegt.
Mit dem Ende der Wikingerzeit und dem Aufstieg Kopenhagens verlor Roskilde als Hauptsitz dänischer Könige allmählich an Bedeutung und die Barriere geriet in Vergessenheit. Die fünf geborgenen Schiffe stellen eine Typologie von Wikingerschiffen dar und sind die Hauptausstellungsstücke des Museums.

## Fund- und Museumsgeschichte
Im Roskilde-Fjord wurden über die Jahre immer wieder Fragmente alter Schiffe (Plankenteile usw.) an die Ufer gespült oder in Netzen von Fischern gefunden. Untersuchungen zeigten, dass diese Fragmente ca. 900 Jahre alt sein mussten, was Archäologen auf den Plan rief. Im Rahmen von Sonarbodenuntersuchungen der Fahrrinnen wurden Anfang der 1960er Jahre bei Skuldelev große Artefakte entdeckt. Taucher fanden wiederum weitere Fragmente, die zu den früheren Funden passten. Die Einzigartigkeit und Bedeutung der Funde erkennend wurden aufgrund der schieren Größe der Funde 1962 rund um die Fundstelle temporäre Spundwände eingetrieben und die Fundstelle trockengelegt, um mit den Grabungen und Bergungen beginnen zu können.
Um die Dimension des Unterwasserhindernisses anschaulicher zu erfassen, sei hier auf die Größe der geborgenen Wracks verwiesen:
- Skuldelev 1: Großes Handelsschiff, 16 m × 4,8 m. Frachtvermögen 20–24 Tonnen. Erhaltungsgrad 60%. Segelte bis Island, Grönland und Nordamerika. Nachbau: Ottar.
- Skuldelev 2: Langschiff / Kriegsschiff, 30 m × 3,8 m. 80 Krieger, 30 Riemenpaare. Erhaltungsgrad 25 %. Nachbau: Seehengst von Glendalough.
- Skuldelev 3: Kleines Handelsschiff, 14 m × 3,3 m. Frachtvermögen 5 Tonnen. Erhaltungsgrad 75%. Segelte im Ostseeraum. Nachbau: Roar Ege.
- Skuldelev 4: Kleines Langschiff / Kriegsschiff, 17,3 m × 2,5 m. 30 Krieger, 13 Riemenpaare. Erhaltungsgrad 50%. Nachbau: Helge Ask.
- Skuldelev 5: Kleines Frachtschiff / Fähre / Fischerei / Jagd, 11,2 m × 2,5 m. Frachtvermögen 4,5 Tonnen. Erhaltungsgrad 70%. Nachbau: Kraka Fyr.

Das 1969 speziell für die fünf geborgenen Schiffe errichtete Wikingerschiffsmuseum liegt direkt am Roskilde-Fjord. Bei Ausgrabungen zu einem Erweiterungsbau 1996–97 wurden weitere neun Schiffe entdeckt, darunter die Roskilde 6, das bisher größte entdeckte Langschiff aus der Wikingerzeit. Insgesamt wurden dabei etwa 1500 große Wrackteile und unzählige Fragmente geborgen. Die Gesamtzahl dürfte bei etwa 50.000 gelegen haben. Um diese zu erhalten, wurden sie zunächst feucht gehalten, danach mit einer Formalinlösung besprüht, in Plastikfolien verpackt und anschließend je nach Größe zwischen sechs Monaten und zwei Jahren in Polyethylenglycol-Konservierungsbädern gelagert. Die Bruchstücke wurden sorgsam vermessen und mithilfe eines 3D-Computerprogramms gescannt. Im Museum wurden die Wrackteile in originalgetreue Stahlskelette integriert, um die Größe der Schiffe auf die Besucher wirken zu lassen. Die Schiffsrümpfe, platziert vor den riesigen Panoramafenstern mit Blick auf den Fjord lassen die Schiffe optisch „schwimmen“.
Aus den angefallenen Daten wurden zudem Modelle errechnet, die in verkleinertem Maßstab zunächst zur Probe gebaut wurden, um danach erneut gescannt und verbessert zu werden. Nach diesen Modellen wurden dann verschiedene Nachbauten angefertigt, die ihre Seetüchtigkeit unter Beweis stellen konnten.
Größter Nachbau ist der 30 m lange Seehengst von Glendalough. Das Schiff wurde mit traditionellem Werkzeug und den Techniken der Wikingerzeit gebaut und machte seine weiteste Reise 2007 nach Dublin, Irland – dorthin, wo das Originalschiff um 1042 einst gebaut wurde.
Gründer und erster Direktor des Museums bis 1985 war Ole Crumlin-Pedersen.

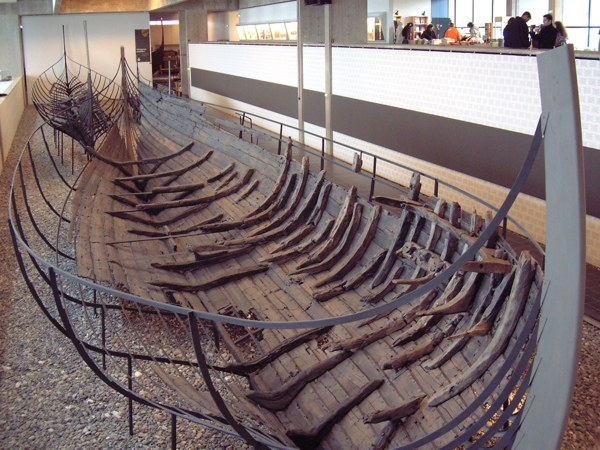
Skuldelev I
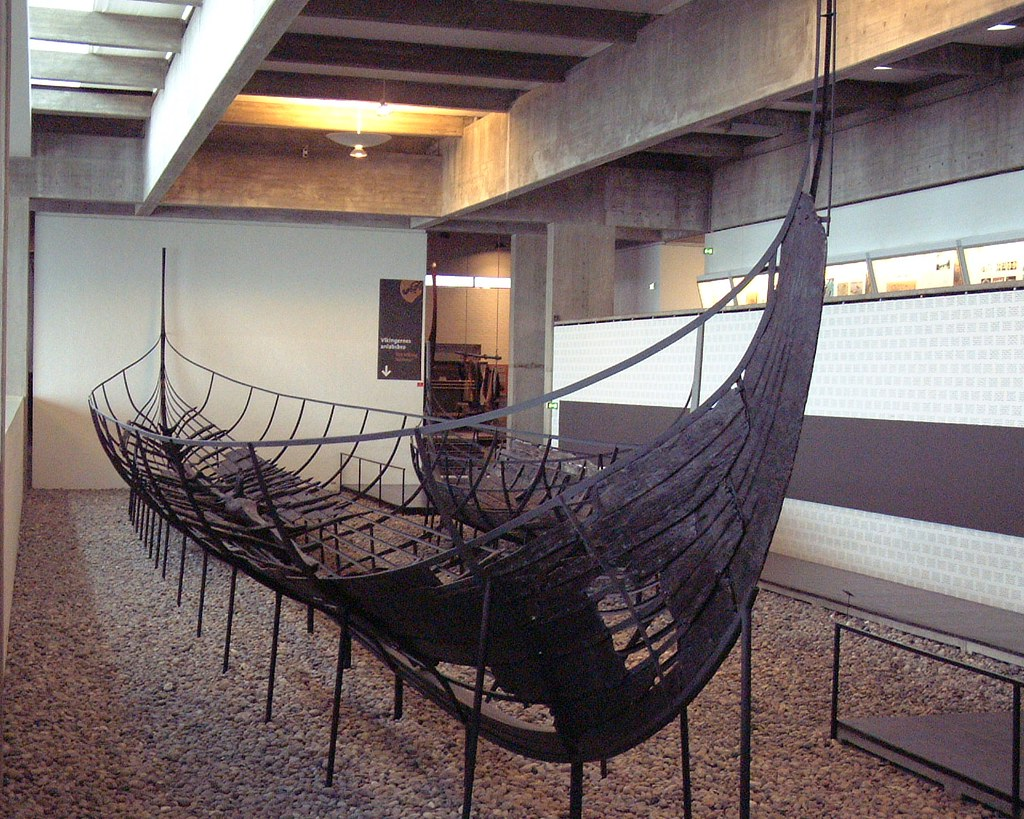
Skuldelev II
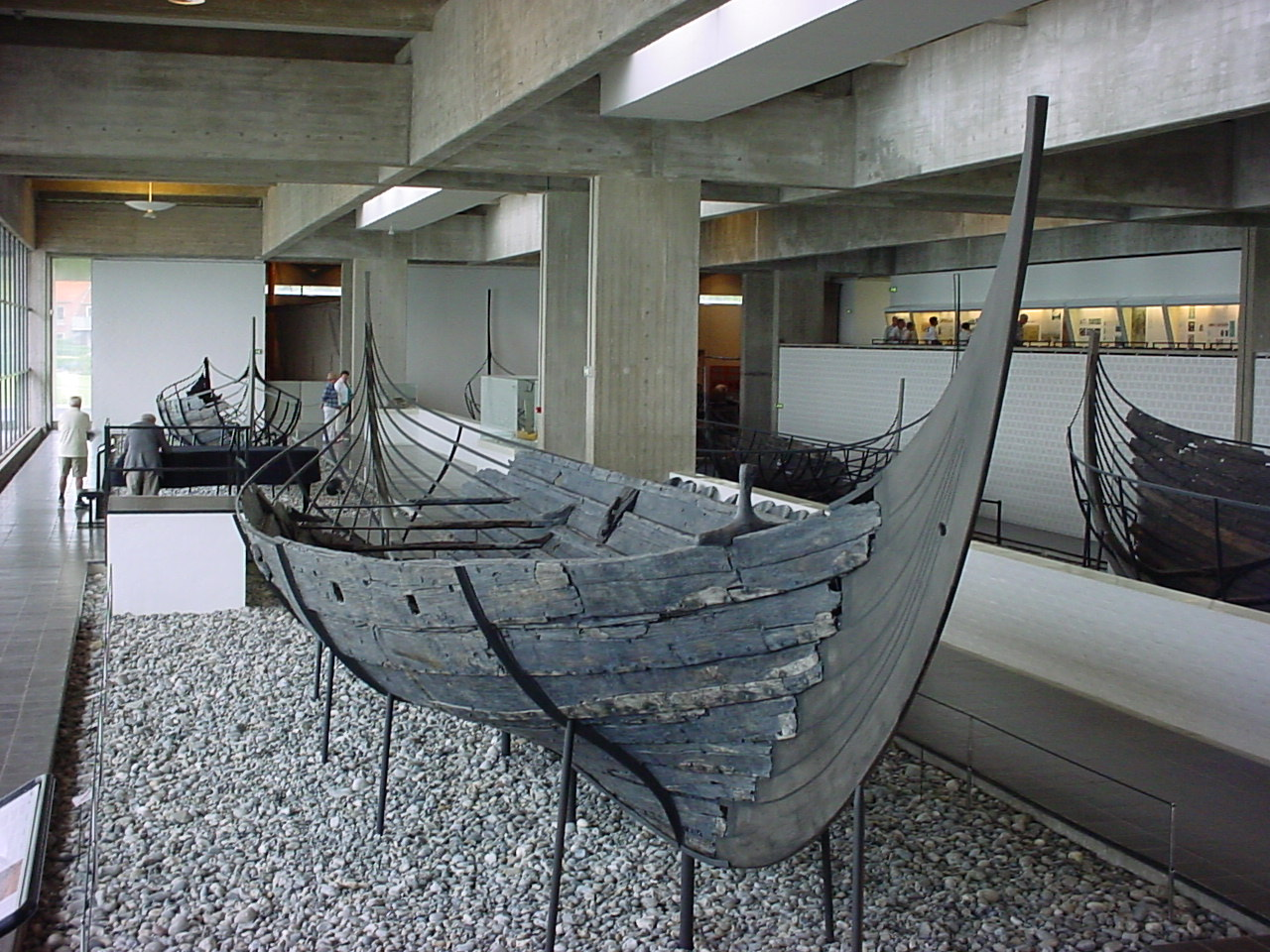
Skuldelev III
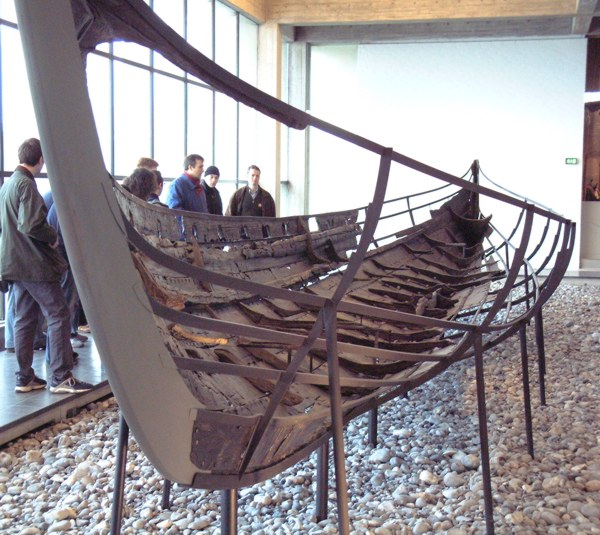
Skuldelev V
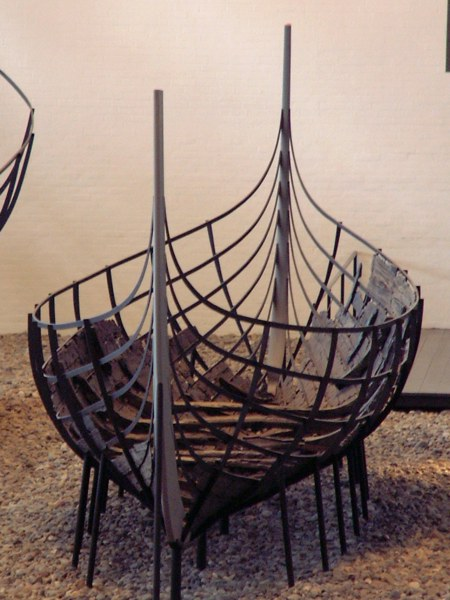
Skuldelev VI

## Museumsareal

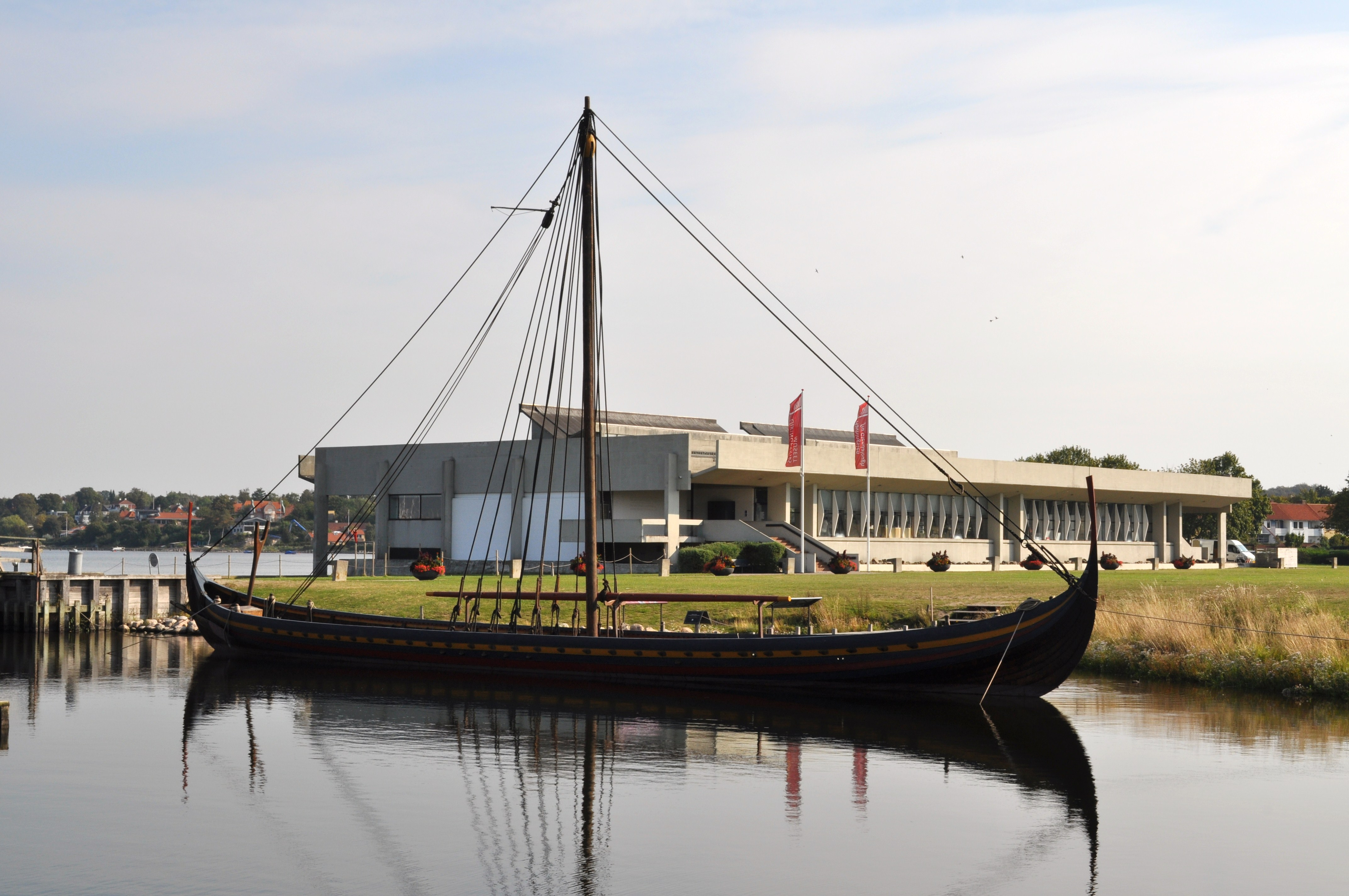
Havhingsten fra Glendalough (Rekonstruktion der Skuldelev II) im Museumshafen

Neben der eigentlichen Museumshalle, welche einen Bereich für Sonderausstellungen besitzt, gehört eine Werkstatt, in der Rekonstruktionen von Wikingerschiffen angefertigt werden, sowie eine größere Anzahl von Nachbauten der Skuldelev-Schiffe im eigenen Hafen zum Areal des Museums.

## Dokumentarfilme
- Das Rätsel von Roskilde. (= Die Wikinger – Fakten und Legenden. Folge 5). 44 Min. Ein Film von Jeremy Freeston. Vereinigtes Königreich 2018.[3][4]